# 世界鉄道研究会議
世界鉄道研究会議（せかいてつどうけんきゅうかいぎ）は、世界各国の鉄道技術者が参加してその研究に関する成果を発表する、鉄道に関するものとしては世界最大の国際会議である。英語のWorld Congress on Railway Research が正式名称であり、その略からWCRRと通称されている。

## 概要
1992年10月に、鉄道総研の創立5周年記念行事として、東京・新宿で「鉄道総研国際講演会 - 世界の鉄道における現状と将来」と題する国際セミナーが開催された。イギリス・フランス・アメリカなど、この時の参加国による意見交換をきっかけとして、各国で持ち回りで鉄道研究に関する国際会議を開催することが決定、WCRRの組織委員会が結成され、1994年11月のフランスを皮切りに、数年おきに開催されている。
会議のプログラムは、各国の研究者による学術論文の発表をはじめ、パネルディスカッション・講演・鉄道関係企業やメーカーのブースが並ぶ展示会などで構成されている。特定の分野に限定せず、鉄道関係の研究全体を対象にした国際会議であることが大きな特徴となっている。日本からは、鉄道総研の研究者やJR各社の技術開発部門の社員が参加し、発表を行っている。
| 回     | 開催地                         | 開催期間                  | テーマ | 参加者数      | ウェブサイト |
| ------ | ------------------------------ | ------------------------- | --- | ------------- | ------------ |
| 第1回  | フランス・パリ                 | 1994年11月14日 - 11月16日 | Establishing a railway research & development strategy to respond to management, customer needs and the environment | 33か国1,000人 |              |
| 第2回  | アメリカ・コロラドスプリングス | 1996年6月17日 - 6月19日   | Freight, traffic and track                                                                                          | 37か国470人   |              |
| 第3回  | イタリア・フィレンツェ         | 1997年11月16日 - 11月19日 | Halving costs, doubling punctuality and remaining environmentally friendly                                          | 37か国1,562人 |              |
| 第4回  | 日本・東京                     | 1999年10月19日 - 10月23日 | New technologies create new opportunities for railways and society in the 21st century                              | 32か国737人   |              |
| 第5回  | ドイツ・ケルン                 | 2001年11月25日 - 11月29日 | Market, Products & Technology                                                                                       | 32か国1,050人 |              |
| 第6回  | イギリス・エディンバラ         | 2003年9月28日 - 10月1日   | From Birth to Renaissance                                                                                           | 39か国700人   |              |
| 第7回  | カナダ・モントリオール         | 2006年6月4日 - 6月8日     | Progressing Together                                                                                                | 41か国860人   |              |
| 第8回  | 韓国・ソウル                   | 2008年5月18日 - 5月22日   | Towards a Global Railway                                                                                            | ?か国800人    |              |
| 第9回  | フランス・リール               | 2011年5月22日 - 5月26日   | Meeting the challenges for future mobility                                                                          | 35か国800人   |              |
| 第10回 | オーストラリア・シドニー       | 2013年11月25日 - 11月28日 | Keeping ahead of the curve through the sharing of knowledge                                                         |               |              |
| 第11回 | イタリア・ミラノ               | 2016年5月29日 - 6月2日    | Research & Innovation from Today Towards 2050                                                                       | 38か国1000人  |              |
| 第12回 | 日本・東京                     | 2019年10月28日 - 11月1日  | Railway research to enhance the customer experience                                                                 |               |              |
| 第13回 | イギリス・バーミンガム         | 2022年6月6日 - 6月10日    | Reshaping our railways post-pandemic: Research with an impact                                                       | 20か国700名   |              |

## 主催機関
- 日本 鉄道総合技術研究所（鉄道総研）
- ドイツ ドイツ鉄道
- フランス フランス国鉄
- イギリス 鉄道安全標準化委員会（Rail Safety and Standards Board）
- イタリア トレニタリア
- アメリカ合衆国 アメリカ鉄道協会（Association of American Railroads）
- 韓国 韓国鉄道公社
- 国際鉄道連合（UIC）

韓国鉄道公社は途中からの参加である。各回の会議を中心となってホストする組織は毎回決められている。